# Сакоку
Сакоку (鎖国, "затворена земља") била је изолациона политика Јапана, која је налагала да ниједан странац не сме да уђе у Јапан нити иједан Јапанац сме да га напусти под претњом смртне казне. Политику је успоставио шогунат Токугава под владавином шогуна Тогугаве Ијемицуа, која је кроз неколико донесених едикта и закона трајала од 1633. до 1853. године. Крај ове забране обележава се доласком црних бродова адмирала Метју Перија, који, под претњом силе, отвора границе Јапана за западну трговину. Након потписивања споразума из Канагаве, сакоку престаје да постоји, али, будући да је Јапанцима и даље било забрањено да напусте Јапан, њена званична политика се завршава тек након доласка периода Меиџи обнове (1868).
Термин сакоку потиче од манускрипта Сакоку-рон (「鎖国論」) који је написао јапански астроном Шизуки Тадао (志筑忠雄) током 1801. године. Шизуки је употребио ову реч преводећи текстове из 17. века немачког путника Енгелберта Кемпфера о Јапану.
Јапан није био потпуно изолован под „сакоку“ политиком. То је био систем, којим су шогунат и неки ханови (феудалних области) ограничавали трговину и спољне односе. Била је дозвољена трговина са Холанђанима и Кинезима у Нагасакију, док је трговинска размена са Корејом одржавана преко области Цушима (данас део префектуре Нагасаки). Трговало се и са Аинима на Хокаиду на северу, али и са краљевством Рјукју, преко области Сацуме на југу.

## Трговина под изолацијом
Јапан је у време затворености трговао са пет ентитета. Посредством клана Мацумае на Хокаиду (тада оством Езо) трговало се са Аинима, док је клан Со из Цушиме трговао са народом Џосеона (стари назив за Кореју). Холандска источноиндијска компанија је имала дозволу за трговину у Нагасакију, заједно са кинеским трговцима који су трговали на острвима Рјукју. Рјукју је у то време била мала краљевина са сопственом владом, али под утицајем округа Сацума и њеног владајућег клана Шимазу, који су је у једном периоду окупирали. Оваква трговина се јављала у два облика. Један тип је контролисао бакуфу у Нагасакију (Кина и Холандија), а други одређени ханови и кланови (Кореја и Рјукјо).
Оваква трговина допринела је настанку трговинских села/градова у Рјукјуу и Кореји преко којих је обављана трговина, а које су оснивали одређени ханови ван званичне територије Јапана. Јапанци су преко ових места, која су служила као неутрално земљиште, успевали да у периоду затворености набаве робу из иностранства. Острво Деџима служило је као један од тих неутралних градова трговине, на њега су Јапанци одлазили са специјалном дозволом, тргујући са странцима који на тај начин нису кршили Сакоку закон доласка у Јапан. Трговина је била слаба и под великом контролом, али је постојала и није била немогућа.

## Терминологија
Упркос рестрикцијама и затворености трговина је и даље постојала. Шогунат је можда протерао све Португалце, али је поспешио однос са Холанђанима и Корејцима, старајући се да трговина потпуно не изумре. Због тога се у модерним студијама наглашава, да је овај период „сакоку“, који означава изолацију и затворену земљу, можда треба тачније називати „каикин“ (海禁, "обалска забрана"), која се већ користила у документима тога времена, чије порекло води од кинеског концепта „хаиџин“ – типа затворености током Минг и Ћинг династије у Кини.

## Образложење
Део текста изолационог едикта из 1636. године: 
"Ни један јапански брод (...), нити један Јапанац, не сме напуштати своју земљу; ко год поступи против ове забране биће кажњен смрћу док ће брод са посадом бити заплењен до даљњег. Сва лица која се врате из иностранства биће усмрћена. Ко открије и ода хришћанског свештеника биће награђен са до 400 до 500 листова сребрњака по лицу. Сви странци (Португалци и Шпанци) који пропагирају католицизам биће ухапшени и притворени у „Онри“ или другом затвору у граду. У том случају сви Португалци, заједно са њиховим мајкама, сестрама и свим рођацима биће протерани у Макао. Ако неко донесе писмо из иностранства или се врати након протеривања умреће са својом породицом. Ко буде посредовао за кажњеника, такође ће бити кажњен и усмрћен."

Уврежено је мишљење, да је шогунат увео „сакоку“ политику затворености, да би спречио покушаје колонизације и религијског утицаја, првенствено Шпаније и Португалије, чију су појаву у архипелагу Јапанци видели као претњу државном миру и стабилности. Увећан број преображеника у католицизам, првенствено на острву Кјушо највише је узимано као пример за то оправдање, мада неки историчари из 1970. сматрају то само једним делом разлога. Прави мотив према јачању ове морнаричке забране треба посматрати у контексту унутрашње политике коју је водила Токугава влада. Сматра се да разлог лежи и у потреби да шогунат придобије довољно контроле над спољашњом политиком, не само да би обезбедила социјални мир, већ и да би обезбедила врховну власт наспрам осталих феудалних господара, као што су били тозама даимјои. Ови даимјои су до тода користили источноазијску трговину за увећање личног прихода током сенгоку периода, уз који би самостално унапређивали морнаричку снагу свога округа. Ограничавањем трговине, коју би даимјои имали са странцима, шогунат се постарао да ови окрузи не постану превише моћни да би могли да се побуне против централне владе. Ово се сматра разлогом и за увођење правила санкин котаи, које је захтевало да даимјои сваког хана имају обавезу да проведу одређени период ван своје области у престоници у Еду. Званична трговина преорјентисала се на луку Нагасаки, која је од 1587. била под контролом Тојотомија Хидејошија и преко које се бакуфу постарао да путем разних пореза и такси створи директан приход. Ово није била мала ствар будући да је недостатак новца утицао на претходне владе Камакуре и Муромачи периода, па се сматрало да је имућна и финансијски независна, владавина стабилна и јака. Фокус на уклањању западног и хришћанског утицаја као главног разлога за „каикин“ обавезу може се сматрати евроцентричним тумачењем јапанске историје мада је она широко прихваћена у друштву.
Упркос томе хришћанство и две највеће хришћанске колонијалне силе заиста су виђене као претње шогунату. Након што је остатак клана Тојотоми био потучен 1615. године, Тогугава Хидета је преусмерио своју пажњу на последњу преосталу претњу владавини своје династије. Религија је била изазов и претња централно владајућем систему која се са тим проблемом озбиљно ухватила у коштац будући да су већ раније имали проблеме са наоружаним будистичким монасима током сенгоку периода. Царица Меишо (1624–96) такође је имала велике бојазни због насељавања Шпанаца и Португалаца у земље Новог света (Амерички континенти), веровала је и да је Јапан у опасности од преузимања и колонизације.
Протестантски трговци из Енглеске и Холандије поспешили су ове претње оптужбама да шпански и португалски мисионари системски шире католицизам са намером да успоставе културну и религијску превласт, која би им олакшала колонизацију и освајање азијских земаља. Јапанци су Холанђане и Енглезе видели као људе који су разграничавали трговину и религију, док су становници пиринејског полуострва виђени као народи који то не одвајају и у сваком доласку покушавају да пропагирају и наметну своје погледе и потребе. Холанђани који су тежили да преузму комплетну трговину над овим острвом нису штедели на блаћењу осталих конкурената. Захваљујући раду мисионара, првенствено Франсиска Хавијера број хришћана у Јапану, чак и међу даимјоима убрзано је растао, а као главни окидач за успостављање „сакоку“ политике узима се Побуна у Шимабари 1637.–1638. када се око 40.000 хришћанских сељака побунило против владе. По њеном завршетку, победом шогуната, влада је протерала све мисионаре и забранила хришћанску религију под претњом смрти. Остатак јапанских хришћана, већином у Нагасакију, формирали су тајне задруге у којима су могли да практикују ову религију. Сав спољашњи контакт ван земље строго је контролисао бакуфу уз помоћ области Цушима, Мацумае и Сацума, који су такође строго учествовали у сузбијању хришћанства. Холандским трговцима је дозвољено да се и даље баве трговином али само уз обећање да неће у те послове уплетати мисионарски рад. Због тога Јапан данас има најмањи проценат хришћана у источној Азији који обухвата око 1% становништва док остале државе имају нешто више, Кина 5%, Вијетнам 7%, Јужна Кореја 29,2% док у Филипинима тај број обухвата преко 90% људи.
Политика сакоку такође је помогла у начину контролисања количине добара, која је циркулисала између Јапана и других земаља обезбеђујући јапанској роби, због свог раритета, посебно место у азијској хијерархији. Осим тога шогунат је у оваквом начину трговине тежио да добије најновију технологију, лекове и нова научна сазнања, али и да успут одбије уграђивање Кине или друге државе у трговини. Јапан је преко Кине добијао најновије вести о свету, али опет посредством Кореје са којом је Јапан у то време имао регуларне односе и то преко њиховог амбасадора у својој посети у Јапану. Будући да се трговина Кореје са Јапаном обављала преко области Цушима, уз помоћ Јапанаца из корејске луке Бусана, Јапан је успевао да дође до информација о Кинеском и светском културном техничком и интелектуалном напретку током Едо периода. У периоду када је Јапан улазио у период изолације династија Минг је губила све више контроле над Кином, па је Јапан био растрзан да ли да уђе у званичне односе са династијом Минг или династијом Ћинг па се решење да се не приклоне ни једној династији, већ да се преко Кореје успоставе односи показала више погоднијом. Увоз холандске робе се одвијао преко краљевине Рјукју, коју је влада охрабривала да одржи добар однос са Кином, иако је већ одавно та краљевина била под управом клана Шимазу из јапанске области Сацуме. Након што је потукла Минг лојалисте на Тајвану, династија Ћинг је постала још више отворена према међународној трговини, што је јапанској влади био још један додатан разлог да не успостави званичне односе са Кином.
Јапанска елита је желела мало да ублажи политику изолованости у 18. веку, али не превише успешно. Нешто касније сакоку се односио и на забрану извоза у друге земље јапанских рудних богастава (првенствено сребра и бакра). Међутим иако је извоз сребра био забрањен путем Нагасакија под контролом шогуната, наставио се, па чак и развио корејском рутом трговине.
Јапан је остао у току са развојем западне технологије, првенствено преко текстова на холандском језику, које су набављали преко острва Деџима. Ове студије процветале су крајем 18. века називајући се „рангаку“ (холандске студије), али су превазиђене након отварања граница, па су многи студенти послати у иностранство где су боље и директније изучавали нове науке.
Политика изолације сакоку завршила се потписивањем споразума из Канагаве, као одговор на захтеве које је поставио адмирај Метју Пери.

## Покушаји кршења изолације
Током изолације многи бродови, првенствено амерички, руски и француски, су покушавали да дођу до обала Јапана током 17. 18. и 19. века, али су сви били одбијени.
- 1647. Португалски ратни брод покушава до дође до Нагасакија. Јапанци као одговор формирају блокаду од скоро 900 чамаца да зауставе брод да доплови у луку. Након тог догађаја Нагасаки се додатно обезбеђује услед страха да би и друге државе могле да покушају да на исти начин уђу.[12]
- 1778. Трговац из Јакутска, под именом Павел Лебедев Ласточкин долази на Хокаидо са малим бројем људи. Понудио је поклоне и љубазно питао да му се дозволи бављење трговином.
- 1787. Жан Франсоа ла Перуз са својим бродом улази у јапанске воде. Посећује острва Рјукју и мореуз између Хокаида и Сахалина, називајући га по себи.
- 1791. Два америчка брода, „Lady Washington“ и „Grace“ под командом капетана Џона Кендрика и Вилијема Дагласа,[13] пристали су на острва Ки Ошима на једанаест дана.[14] Сматра се да је Кендрик био први Америкамац који је посетио Јапан. Наводно је побо америчку заставу у тло, присвајајући територију Јапана у име своје земље, мада детаљи његове посете Јапану никад нису обелодањени.
- 1792. Поданик Русије, Адам Лаксман посећује острво Хокаидо.
- 1797—1809. Неколико америчких бродова тргује у Нагасакију под заставом Холандије, испуњавајући захтев Холанђана који су били спречени да пошаљу своје бродове услед рата са Британцима током Наполеонског рата:[15]

- 1797. Амерички капетан Вилијам Роберт Стјуарт, задужен од стране Холанђана из Батавије, узима брод Eliza of New York и путује за Нагасаки са товаром холандске робе.
- 1803 Вилијам Роберт Стјуарт враћа се на брод под именом "The Emperor of Japan" (заробљен и преименован брод "Eliza of New York"), улази у Нагасаки и покушава – неуспешно, да тргује преко холандске енклаве у Деџими.
- Још један Амерички капетан Џон Дерби из Салема покушава да отвори Јапан за трговину опијумом што се завршава још једним неуспехом.

- 1804. Током руске експедиције око света, посада под капетаном Иваном Федоровичом Крузенштарном долази до Нагасакија. Руски изасланик Николај Резанов захтевао је трговинску размену што је јапанска влада изричито одбила и наредила да напусте земљу до пролећа 1805. Руси су као одговор на то напали Сахалин и Курилска острва током следеће три године, па је Бакуфу морао да ојача одбрану на Хокаиду.
- 1808. Британска фрегата „HMS Phaeton“ која је вребала холандске бродове по Пацифику, упловила је у Нагасаки под Холандском заставом захтевајући допуну намирница.
- 1811. Руски морнарички поручник Василиј Головњин, пристао је на острво Кунашир где је ухапшен и притворен на две године од стране јапанске владе.

- 1825. На предлог Такахашија Кагејасуа, бакуфу је издао наређење „икокусен учихараиреи“ (познат и као „нинен наши“) којом се дозвољава хапшење или убиство сваког странца који дође на обале Јапана.
- 1830. На острвима Бонин, који су Јапанци сматрали ненасељеним, Американац Натанијел Сејвори, ствара прву колонију.[16]
- 1837. Амерички бизнисмен из Гуангџоуа по имену Чарлс Кинг желео је да започне трговину враћајући за Јапан три јапанска морнара која су се насукала неколико година раније на обале Орегона. Након што је на њихов брод неколико пута пуцано, одустали су од даљег покушаја уласка у Јапан.
- 1842. Након вести о поразу Кине у Првом опијумском рату, влада Јапана одлучује да позитивно одговори на захтеве запада и дозволи да страни бродови допуне залихе на њеним обалама.

- 1844. Француска експедиција под капетаном Форније-Дипланом посетила је 28. априла 1844. године Окинаву. Трговина је била одбијена.
- 1845. Китоловачки брод „Manhattan“ спашава 22 јапанска бродоломника. Капетан Меркејтор Купер добио је дозволу да доплови у луку Едо где је остао четири дана сусревши се са великим бројем владиних званичника укључујући и самог цара. Као захвалност дати су им поклони и у миру испраћени са молбом да се више никада не врате.
- 20. јул 1846. Командант Џејмс Бидл кога је послала влада САД да замоли за отворену трговину, пристао је у луку Едо са своја два брода од којих је један био ратни, наоружан са 72 топа, али је и он био одбијен и враћен кући.
- 24. јул 1846. Француски адмирал Сесил долази у Нагасаки, али не успева да оствари преговоре, није му дозвољено ни искрцавање на обалу.[17]
- 1848. Раналд Макдоналд, Енглез шкотско-индијанског порекла претвара се да је бродоломник који је дошао до острва Ришири у нади да ће успети да дође до Јапан. План успева и бива послат за Нагасаки где је остао 10 месеци поставши први учитељ енглеског језика на тлу Јапана. По свом повратку у САД Макдоналд пише писмену изјаву конгресу у којој објашњава да су се Јапанци према њему лепо опходили и да није имао никаквих негативних искустава са њима.
- 1848. Капетан Џејмс Глин допловљава до Нагасакија водећи прве успешне преговоре Американаца са „затвореном земљом“ Јапана. Џејмс Глин је био тај који је препоручио Америчком конгресу да би преговоре за отварање Јапана најбоље било испратити демострацијом силе и технолошке напредности Америке, што је довело до Перијеве мисије.
- 1849. Британски брод „HMS Mariner“ улази у луку Угара да би извршила топографска мерења. На броду је био и један бивши јапански бродоломник – Отокичи, који се представио као Кинез тврдећи да је јапански језик научио од свог оца који је био бизнисмен у Нагасакију.
- 1853. Руски адмирал Јефимиј Путјатин долази у Нагасаки (12. август 1853) и први пут за Јапанце показују технологију парне машине. Две године касније Русија ће потписати“ Споразум у Шимоди“ који ће обезбедити трговину Русије са Јапаном.

Ови неуспешни покушаји успостављања контакта са Јапаном трајали су све до 8. јула 1853 када је адмирал Метју Пери упловио у луку Едо са својом флотом од четири ратна брода Mississippi, Plymouth, Saratoga и Susquehanna демонстрирајући разлику у војној сили и технологији између Јапана и западних земаља. Доласком на овај начин силом је затражио отварање границе Јапана дајући Јапанцима период од годину дана да се одлуче како ће поступити по питању политике „сакоку”. Бродови на којима је допловио извршили су велики утицај на Јапанце називајући их куро фуне, у преводу „Црни бродови“.

## Крај забране
Адмирал Пери се вратио у Јапан, али не после годину, већ након шест месеци и то са дупло већом флотом, па су Јапанци одлучили да прекину забрану и отворе границе за странце. Споразум из Канагаве, први од многих тог типа потписан је 31. марта 1854. са представником шогуна дозвољавајући Американцима да успоставе дипломатске односе са Јапаном што врло брзо ради и Велика Британија као и Русија.
У року од пет година Јапан је потписао велики број уговора и споразума са западним државама, које су јапански интелектуалци сматрали једностраним и непоштеним, придобијени уценама и силом и као таква сматрала се знаком да западне нације имају жеље да контролишу и колонизују Јапан, као што су урадили са великим бројем земаља Азије. Имеђу осталих ствари странцима је дата и контрола на царинама, као и право на екстратериторијалност, што ће остати камен спотицања у односима Јапана са Западом све до прелаза из 19. у 20. век, кад буде дошло до ревизирања старих споразума.

### Мисија на Запад
Након отварања граница бакуфу је финансирао неколико мисија у иностранство како би сазнао више о другим државама, ревизирао уговоре и одуговлачио у отварању лука за западну трговину.
Први јапански представник, заједно са остатком јапанске мисије, послат је 1860. године у САД на броду „Канрин мару“, првом парном броду који су за потребе прекоокеанске пловидбе направили холандски бродоградитељи.
Годину дана касније, 1861. године, током инцидента у Цушими, руска флота је покушала да на силу отвори луку која још није била званично отворена за инострану трговину али је била одбијена уз помоћ британских снага.
Прва делегација за Европу послата је 1862, а пратила ју је друга мисија одмах следеће, 1863. године. Јапан је такође послао делегацију на Светску изложбу 1867. године у Паризу.
Ван шогуната и друге феудалне области су тајно слали своје представнике па је тако област Чошу послала петоро људи, данас познати као Чошу петорка док их је у томе пратила и област Сацума, шаљући 14 својих земљака у циљу изучавања западне технологије и науке.